# Chlotrudis Awards/Chloe Award
Von 1999 bis 2002 wurde bei den Chlotrudis Awards der Chloe Award vergeben. Preisträger sind Schauspieler und Regisseure, die eine lange und variantenreiche Filmkarriere hinter sich haben.

## Preisträger
| Jahr | Preisträger      |
| ---- | ---------------- |
| 1999 | Anjelica Huston  |
| 2000 | Helen Mirren     |
| 2001 | Pedro Almodóvar  |
| 2002 | Arsinée Khanjian |